# فون ميلر
فون ميلر (بالإنجليزية: Von Miller) هو لاعب كرة قدم أمريكية أمريكي، ولد في 26 مارس 1989 في دالاس في الولايات المتحدة.

## وصلات خارجية
- فون ميلر على موقع إي إس بي إن.كوم (أن.أف.أل)3
- فون ميلر على موقع مرجع كرة القدم المحترفة.كوم (الإنجليزية)
- فون ميلر على موقع IMDb (الإنجليزية)
- فون ميلر على موقع الموسوعة البريطانية (الإنجليزية)
- فون ميلر على موقع قاعدة بيانات الفيلم (الإنجليزية)